# 緊急搜捕令
《緊急搜捕令》（英語：Magnum Force）是一部1973年美國動作犯罪驚悚片，由泰德·波斯特執導，約翰·米利厄斯和麥可·西米諾共同擔任編劇。故事敘述由克林·伊斯威特主演的舊金山警察局（SFPD）督察哈利·卡拉漢因一件棘手案件而被調回重案組後，他為了破案以及遭人殺害的好友，而開始和一群以暴制暴的警察作對。該片為1971年電影《緊急追捕令》的續集，以及「骯髒哈利系列電影」的第二部作品。
《緊急搜捕令》的片長達124分鐘，為該系列最長。此外，該片也是演員勞勃·尤瑞奇的電影處女作。《緊急搜捕令》於1973年12月25日在美國上映，並獲得了成功的評價和票房。續集《全面追捕令》於1976年上映。

## 劇情
惡質商人卡爾米·雷卡在利用法律漏洞而被法院判無罪釋放。離開法院時，他被一群憤怒的民眾抗議包圍，但仍讓他成功脫身。在他坐車回去的途中，一名騎著摩托車的舊金山警察局（SFPD）警察因移動違規將他們攔了下來。不久，該名警察突然拔出了他的左輪手槍，將車內的雷卡、律師、保鑣和司機全數射殺，之後騎車離去。
不久後，被分配至監視組的哈利·卡拉漢和他的新搭檔厄靈頓·「厄爾」·史密斯抵達了犯罪現場，打算調查這件案子；但卡拉漢的上司尼爾·布利格斯中尉要他不得插手，因他將卡拉漢及他的戰術視為魯莽和危險。卡拉漢反過來趣味地說：「好人總該知道自己的能力所及」，並嘲笑布利格斯從未拔過自己的槍。被趕離現場的卡拉漢和厄爾到一間機場內的漢堡店吃東西，並偶然地碰上一場劫機案件；卡拉漢自願扮演了歹徒要求的一名國際飛行員，並獨自阻止了兩名劫機的恐怖份子、拯救了機上所有的乘客和人員。
當卡拉漢到室內射擊場打靶時，他在裡面遇見了也在練習射擊的新人警察菲爾·史威特、約翰·戴維斯、艾倫·「瑞德」·阿斯特拉罕和麥克·葛蘭姆斯。史威特用卡拉漢的史密斯威森M29左輪手槍展現了自己的速度與精準的槍法，在表明自己是前陸軍遊騎兵和特種部隊後，更表示另外三人的槍法可能比自己更好。年輕警察的熱情和槍法令身為多屆射擊冠軍的卡拉漢印象深刻。
後來，一名摩托車警察用炸藥包和衝鋒槍血洗了一群惡徒的泳池派對。不久之後，在夜裡謀殺一名妓女的皮條客被另一名摩托車警察攔下並槍殺。為了解決這起棘手的案件，卡拉漢被調回了重案組，並在調查後意識到皮條客可能是讓兇手接近他並打算進行賄賂。他推斷，能做到這件事的應該是名警察，並懷疑他的老友查理·麥考伊。卡拉漢到麥考伊前妻卡蘿的家中，要她如果遇見麥考伊後能與自己連絡。
不久後，另一名摩托車警察使用了裝著消音器的柯爾特蟒蛇左輪手槍謀殺了毒梟盧·古茲曼一夥。當時古茲曼正由卡拉漢的同事法蘭克·迪喬吉歐和搭檔監視中，迪喬吉在謀殺之前看到了麥考伊在古斯曼公寓大樓外翻車。當那名摩托車警察在停車場遇到麥考伊時，卻隨即殺死了他，以抹滅潛在的證人。在迪喬吉歐和搭檔進入大樓後，那名摩托車警察從車庫出來控制人群，並在脫下頭盔後，顯示兇手就是戴維斯。與此同時，在總部，卡拉漢將對麥考伊的懷疑透露給布利格斯，而布利格斯卻告訴他，麥考伊已遭人殺害。卡拉漢回到公寓後，他和搬來一樓不久的新房客女性珊妮介紹了彼此，珊妮似乎對他有好感；不久後，在珊妮進到了他的房間後，卡拉漢接到來電，並前去一間賣場幫助戴維斯、厄爾阻止了一起搶案。之後，卡拉漢和桑妮發生了性關係。
在一年一度的射擊錦標賽上，迪喬吉歐不解地告訴卡拉漢，戴維斯是古斯曼和麥考伊遇害後到來第一人，這使卡拉漢起了疑心。當戴維斯打破了卡拉漢的速度和精準度後，卡拉漢借用了戴維斯的柯爾特蟒蛇打靶，並故意將一顆子彈卡入牆中。那天晚上，卡拉漢找到了那顆子彈，並在經過彈道比對後，發現這和古茲曼與麥考伊犯罪現場的情況相符吻合。卡拉漢為此開始懷疑這個部門內部有一個秘密的暗殺小隊是這起謀殺案件的主使。
但布利格斯不理會卡拉漢的懷疑，並堅稱他先前和厄爾監視的暴徒殺手法蘭克·帕拉西奧才是主使者。當布利格斯獲得了帕拉西奧的逮捕令後，要求卡拉漢來負責這起逮捕行動，而卡拉漢則要求帶上戴維斯和史威特。帕拉西奧和他的幫派在港口邊的一間房子中接到了一通告誡電話，對方表示兩分鐘後將有一支偽裝成警察的武裝部隊來襲擊他們，但帕拉西奧則不知道這通電話是誰打的。卡拉漢等人抵達時，戴維斯和史威特要求帕拉西奧開門，但對方反對並開槍殺了史威特，這使雙方展開一場激烈槍戰，最後帕拉西奧及其同夥都遭殺害。卡拉漢因發現並沒有任何可能導致他入罪的事物，而加深了他的懷疑。
當卡拉漢在他家的車庫停車時，他遇見了剩下三名叛徒警察；他們向卡拉漢提出一項加入暗殺小隊的交易：「要麼你幫我們，或是與我們為敵。」他回答說：「我想你看錯我了。」待他們離開後，卡拉漢在查看他的郵箱的同時，發現了一枚塑膠炸彈，如果他插入鑰匙打開炸彈就會引爆；他在解除炸彈後打電話給布利格斯要他幫忙警告厄爾。但為時已晚，第二枚炸彈殺死了厄爾。在布利格斯來到卡拉漢家後，他解析這枚炸彈具備了定時和打開信箱就會爆炸兩種類型；在兩人開往市政廳的路上，布利格斯突然拿起左輪手槍，強迫哈利交出配槍和將子彈丟掉，並透露自己其實就是暗殺小隊的領導者。他列舉了邊疆正義和就地處決這兩項傳統主義，並對卡拉漢拒絕加入他的團隊表示失望。卡拉漢對此表示，儘管自己很厭惡當下的司法，但自己仍不得以要遵守它。與此同時，葛蘭姆斯騎著摩托車跟在車子後方。
卡拉漢利用即將撞上巴士的側身來布利格斯的注意力，並成功將他的槍丟到車外和打昏了他。在卡拉漢試圖擺脫葛蘭姆斯時，對方緊追不放並開槍射破了車子後方的擋風玻璃，而昏迷的布利格斯則在中途被甩下車；最後他反過來與葛蘭姆斯對撞，使葛蘭姆斯倒下死去。與此同時，剩下的戴維斯和阿斯特拉罕也騎著車現身追著卡拉漢。直到卡拉漢將車停於拆船廠並逃到了旁邊的老舊航母中，戴維斯和阿斯特拉罕也進到了這艘昏暗的航母中找人。當阿斯特拉罕的彈藥耗盡時，卡拉漢埋伏並打死了他。之後，卡拉漢跑到頂層甲板上發動了阿斯特拉罕的摩托車，並與領戴維斯在兩艘船之間的甲板上進行一連串的跳躍。最後，翻車的卡拉漢設法阻止他，但戴維斯仍煞不住地而落海死去。
當卡拉漢回到車上時，滿臉是血的布利格斯現身持槍指著他，並要他下車；卡拉漢在離開車子前偷偷地打開信箱炸彈上的計時器，並扔在後座上。布利格斯表示，他不打算開槍殺卡拉漢，而是起訴他殺死警察，以讓卡拉漢被自己遵守的制度擊敗。當布利格斯開車離開後不久，那輛車因炸彈而爆炸，布利格斯也為此死去。看見此情形的卡拉漢在離開前，再次趣味地說：「人總該知道自己的能力所及。」

## 演員
- 克林·伊斯威特飾演哈利·卡拉漢[4][註 1]：SFPD重案組督察（前期待在監視組），我行我素，外號「骯髒哈利」。
- 哈爾·霍爾布魯克[4]飾演尼爾·布利格斯中尉：SFPD重案組長官。
- 大衛·索爾[4]飾演約翰·戴維斯：SFPD交通警察，暗殺小隊之一。
- 提姆·麥特森[4]飾演菲爾·史威特：SFPD交通警察，暗殺小隊之一。
- 基普·尼文飾演艾倫·「瑞德」·阿斯特拉罕：SFPD交通警察，暗殺小隊之一。
- 勞勃·尤瑞奇（英语：Robert Urich）[4]飾演麥克·葛蘭姆斯：SFPD交通警察，暗殺小隊之一。
- 費爾頓·派瑞（英语：Felton Perry）[4]飾演厄靈頓·「厄爾」·史密斯：SFPD監視組督察，卡拉漢的新搭檔。
- 米契·萊恩（英语：Mitchell Ryan）[4]飾演查理·麥考伊：SFPD交通警察，卡拉漢的朋友。
- 約翰·米托雀姆（英语：John Mitchum）[4]飾演法蘭克·「胖子」·迪喬吉歐：SFPD監視組督察（前集隸屬於重案組）。
- 阿爾伯特·包普維爾（英语：Albert Popwell）[4]飾演J·J·威爾森[註 2]：皮條客。
- 東尼·喬吉奧（英语：Tony Giorgio）[4]飾演法蘭克·帕拉西歐：黑手黨老大。
- 克莉絲汀·懷特（英语：Christine White (actress)）[4]飾演卡蘿·麥考伊：查理·麥考伊的前妻。
- 艾黛兒·吉岡[4]飾演珊妮：住在卡拉漢樓下的鄰家女孩。
- 瑪格莉特·艾弗瑞（英语：Margaret Avery）[4]飾演妓女：為威爾森工作的妓女。
- 蘇珊·桑瑪斯（英语：Suzanne Somers）[4]飾演泳池中的女孩（未掛名）：遭摩托車小隊用炸藥包和衝鋒槍殺死的女孩。

## 製作

### 發展
《緊急搜捕令》來自編劇約翰·米利厄斯提出的一個故事概念：舊金山警察局的一群惡質年輕警察有系統地消滅了這個城市罪大惡極的罪犯，該想法傳達了還有比骯髒哈利更糟糕的警察在。泰倫斯·馬利克在第一部電影《緊急追捕令》的未採用初稿中就曾使用了這份概念。第一部電影的導演唐·席格不喜歡這個主意，使得馬利克的這份初稿最終被廢棄，但主演克林·伊斯威特仍記住這個概念。伊斯威特特別想表達的是，儘管1971年的電影與政治感到衝突，但哈利並不完全是名私刑者。演員大衛·索爾、提姆·麥特森、勞勃·尤瑞奇和基普·尼文飾演了這群年輕的警察，同時這也是尤瑞奇的電影處女作。米利厄斯是一名槍枝愛好者及政治保守派，電影將在拍攝工作中大量使用槍械。鑑於這部片的強烈主題，加上哈利喜歡使用.44麥格農，使得片名從原本的《Vigilance》被改為《Magnum Force》。米利厄斯認為透過加入「我感到幸運嗎？」這句話來提醒觀眾前一部電影是非常重要的。該名言在本片的片頭再次重申。
由於米利厄斯致力於《大賊龍虎榜》（1973年）的拍攝，所以麥可·西米諾被聘來改寫由泰德·波斯特負責執導的劇本。據米利厄斯的說法，他的劇本並沒有包含最後的動作編排（在航母上追逐的那段高潮戲），而是一份「簡單的劇本」。在伊斯威特的建議下，增加了「珊妮」一角，據說他收到了某位女性的信件，要求「讓一名女性勾搭上哈利」（而不是反過來）。
米利厄斯後來說他不喜歡這部電影，並希望以原始的概念讓席格來執導：
在我所有的電影中，這是我最不喜歡的。他們以一種廉價和令人反感的方式改變了很多東西。這整個結局是錯誤的，它根本不是我的。所有電影在當時都有摩托車或飛車追逐-除了西部片外。他們有一個場景，這名黑人女性的皮條客把Drano（洗廁劑）強灌入她的喉嚨裡。在劇本中，他們只是走進太平間，哈利說：「我不會為那婊子養的感到難過，因為兩個星期前，他在這把Drano倒在他女人的喉嚨裡。」我認為這樣更好，聽到這個消息後才來看它。另外，回到角色上，你了解哈利的關於它的感受。他們把這些東西放在這名日本女孩身上：他們放了一個明星去操女孩的場景，且很難將它刪掉。我的骯髒哈利劇本從來沒有讓哈利會意任何女孩，除了妓女以外，因為他是一個孤獨的人、獨自生活、不喜歡與人交往。他永遠不可能和一個女人有著什麼樣的關係。是一名喜歡自己工作、苦澀孤獨的人。
關於本片的導演，伊斯威特最初被指名擔任導演，但本人表示拒絕。曾在電視劇《曠野奇俠》和1968年電影《吊人索》中與伊斯威特合作的泰德·波斯特被雇來執導《緊急搜捕令》，而巴迪·范宏恩則負責擔任第二攝製組導演。之後，伊斯威特和范宏恩都分別執導了該系列的最後兩部作品《撥雲見日》（1983年）與《賭彩黑名單》（1988年）。

### 拍攝
該片的攝影師為法蘭克·史丹利，主要攝影於1973年4月下旬開始進行。在拍攝過程中，伊斯威特和導演波斯特發生了多次爭執，主因是時間和預算問題，伊斯威特否決了波斯特執導的兩個場景；其中之一是在電影的高潮中，伊斯威特騎著摩托車對上惡質警察。就和他的許多電影一樣，伊斯威特想要盡可能順利地拍攝，所以往往拒絕重拍某些場景。波斯特後來說：「很多他所說的，都是基於單純、自私無知，並表明了他是控制權力的人。從《緊急搜捕令》起，克林開始建立了自我的地位。」多年來，波斯特仍對伊斯威特感到不滿，並聲稱因該拍攝上的分歧影響了他後來的職業生涯。據第二攝製組的攝影指導雷克斯福德·梅斯表示：「伊斯威特不會花時間去讓情況達到完美的地步。如果你鏡頭的完成度達百分之七十，這對他來說就足夠了，因為他知道他的觀眾會接受它。」

## 發行
在美國，《緊急搜捕令》於1973年12月25日廣泛上映，其片長達124分鐘，為該系列最長。此外，該片除了美國、英國、荷蘭和瑞典是在1973年上映外，其他國家皆於1974年和1975年才上映；而德國則於2001年12月13日以DVD首映的方式發行（並未在戲院上映）。

## 反響

### 評價
《緊急搜捕令》所獲得的評價以正面居多，在爛番茄網站上持有81%的新鮮度。《帝國雜誌》的影評人伊恩·奈森給了該片三星的評價（滿分五星），並認為該片是部令人滿意的續集，儘管擅長精簡驚悚片的導演唐·席格缺席，但電影整體仍維持著前集的1970年代風格。《紐約時報》的影評人諾拉·塞爾稱讚了片中的攝影、飛車戲和伊斯威特的表現，但也批評了片中的道德主題是矛盾的。而法蘭克·瑞奇則認為這僅是「老調重彈」。多年來，對伊斯威特較為苛刻的影評人波琳·凱爾嘲諷了他所詮釋的骯髒哈利，她說：「他不是個演員，所以人們很難稱他為不佳的演員。在他必須做點什麼之前，我們能認為他做得並不好。且在《緊急搜捕令》中，他不需要演戲。」

### 票房
《緊急搜捕令》的戲院租金為1940萬美元。在美國，《緊急搜捕令》在首週獲得了687萬美元的票房。該片在美國的總票房超過3976萬美元，這比前一部電影（3600萬美元）還高，同時也是1973年票房第六高的電影。

## 爭議
《緊急搜捕令》在上映後，卻於1974年發生了因該片而造成的事件；據傳片中的妓女遭洗廁劑殺害場景引起了音響店謀殺案，兩名兇手在看過電影後認為這是有效的行兇手法。兇手說，這是他們偶然發現的一種謀殺手段，如果他們沒有看到這部電影，那就會從另一部電影中找別種方法。該洗廁劑殺人法也至少在三部電影中出現，包括《致命武器》（1987年）、《希德姐妹幫》（1989年）和《下一個就是你》（1998年）。據編劇約翰米利厄斯所述，該洗廁劑殺人的橋段起初並不打算拍攝，僅在他初步撰寫的劇本中提及，但在劇本被改寫後，該橋段卻被保留下來。

## 續集
續集兼系列的第三部《全面追捕令》於1976年推出，由詹姆斯·佛里哥執導，他先前曾在多部伊斯威特的電影中擔任副導演。

## 另見
- 1973年美國電影列表（英语：List of American films of 1973）
- 《重裝戰警》

## 備註
1. ↑  在片尾的職員表中，哈利的姓氏「Callahan」（卡拉漢）被錯拼成「Calahan」[3]。
2. ↑  阿爾伯特·包普維爾在前集中，飾演了一名被卡拉漢制服的銀行搶匪。

## 外部連結
- 互联网电影数据库（IMDb）上《緊急搜捕令》的资料（英文）
- AllMovie上《緊急搜捕令》的资料（英文）
- TCM电影资料库上《緊急搜捕令》的资料（英文）
- 美国电影学会目录上的《Magnum Force》（英文）
- 爛番茄上《緊急搜捕令》的資料（英文）
- 豆瓣电影上《緊急搜捕令》的資料 （简体中文）